# David Spence
David Spence (1818-17 avril 1877) est un récipiendaire écossais de la croix de Victoria, la plus haute et prestigieuse distinction militaire pour acte de bravoure face à l'ennemi qui peut être attribuée aux forces armées britanniques et du Commonwealth.

## Biographie

### Distinction militaire
David Spence est né en Écosse en 1818. Il rejoignit le 9e/12e régiment royal de lanciers de l'armée britannique en 1842. Il avait la quarantaine et était sergent-major de troupe dans le 9e/12e régiment royal de lanciers pendant la révolte des cipayes, lorsque l'acte suivant, pour lequel il a été décoré de la croix de Victoria, se produisit, le 17 janvier 1858 à Shunsabad, en Inde :

« Sergent-Major de troupe Spence

Date de l'acte de bravoure, 17 janvier 1858

Acte remarquable de bravoure ayant eu lieu le 17 janvier 1858 à Shumsabad, pour être allé porter secours au soldat Kidd, qui avait été blessé et son cheval immobilisé, et pour l'avoir emmené hors du champ de bataille à l'abri d'un très grand nombre de rebelles. Dépêche du général de division Sir James Hope Grant, K.C.B., datée du 8 avril 1858. »

### Informations supplémentaires
Il atteignit ensuite le rang de sergent-major régimentaire et en 1862, il devint membre de la garde royale de la reine Victoria.

## La médaille

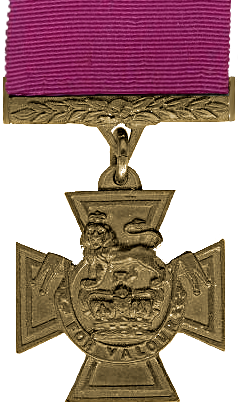
Croix de Victoria avec ruban et sans barrette

Sa médaille de la croix de Victoria est l'une des quatre exposées au Regimental Museum du 9e/12e régiment royal de lanciers au Derby Museum en Angleterre. Ces médailles ont été vendues 130 000 £ en 2006.